# Thomas Natschinski
Thomas Natschinski, né le 25 octobre 1947 à Claußnitz, est un compositeur et chanteur allemand.

## Biographie
Thomas est le fils du compositeur et chef d'orchestre Gerd Natschinski. À neuf ans, il apprend le piano. Il écrit sa première chanson à seize ans. Après avoir quitté l'école en 1964, il entre à l'Académie de musique Hanns Eisler pour étudier la composition, le piano et la théorie musicale ; il a pour professeur notamment Rudolf Wagner-Régeny.
Pendant ses études, il fonde un groupe, Team 4, fortement inspiré des Beatles, avec des paroles allemandes de Hartmut König. Mais la beat est réprimée en RDA en 1965. Le groupe prend le nom de "Thomas Natschinski und seine Gruppe", car il a pris de l'importance. En 1968, le premier disque du groupe sort chez Amiga ; Sanda Weigl y est choriste.
En 1973, le groupe se sépare, parce que Thomas Natschinski crée avec le guitariste Detlev Haak le groupe Brot und Salz. En 1976, Natschinski quitte le groupe pour se consacrer à la composition. Il écrit pour Gaby Rückert ou Jürgen Walter. Il fait aussi des apparitions en tant que chanteur solo.
En 1978, il dirige le groupe de Veronika Fischer. De 1981 à 1984, il joue des claviers à côté d'Ed Swillms pour Karat.
En 1976, il devient compositeur de musique de films et de télévision, surtout la série Spuk.
Il collabore avec le Friedrichstadt-Palast depuis 1987. Il écrit ainsi en 2001 la fantaisie WUNDERBAR-die 2002. Nacht qui fera 700 000 spectateurs en 400 représentations jusqu'en 2003. En 2004, il met en musique le dernier texte du chanteur de Karat Herbert Dreilich Manchmal denk ich et le chante pour le disque anniversaire des trente ans du groupe.
Pour l'anniversaire des 60 ans de Thomas Natschinski en 2007, Veronika Fischer, Bernd Römer, Rüdiger Barton, Gaby Rückert, Thomas Kurzhals, Jürgen Walter, Heinz-Jürgen Gottschalk et d'autres donnent un concert au Wabe à Berlin.

## Source de la traduction
- (de) Cet article est partiellement ou en totalité issu de l’article de Wikipédia en allemand intitulé « Thomas Natschinski » (voir la liste des auteurs).